# Palazzo Tezzano
Il palazzo Tezzano è un grande edificio storico del centro di Catania in piazza Stesicoro.

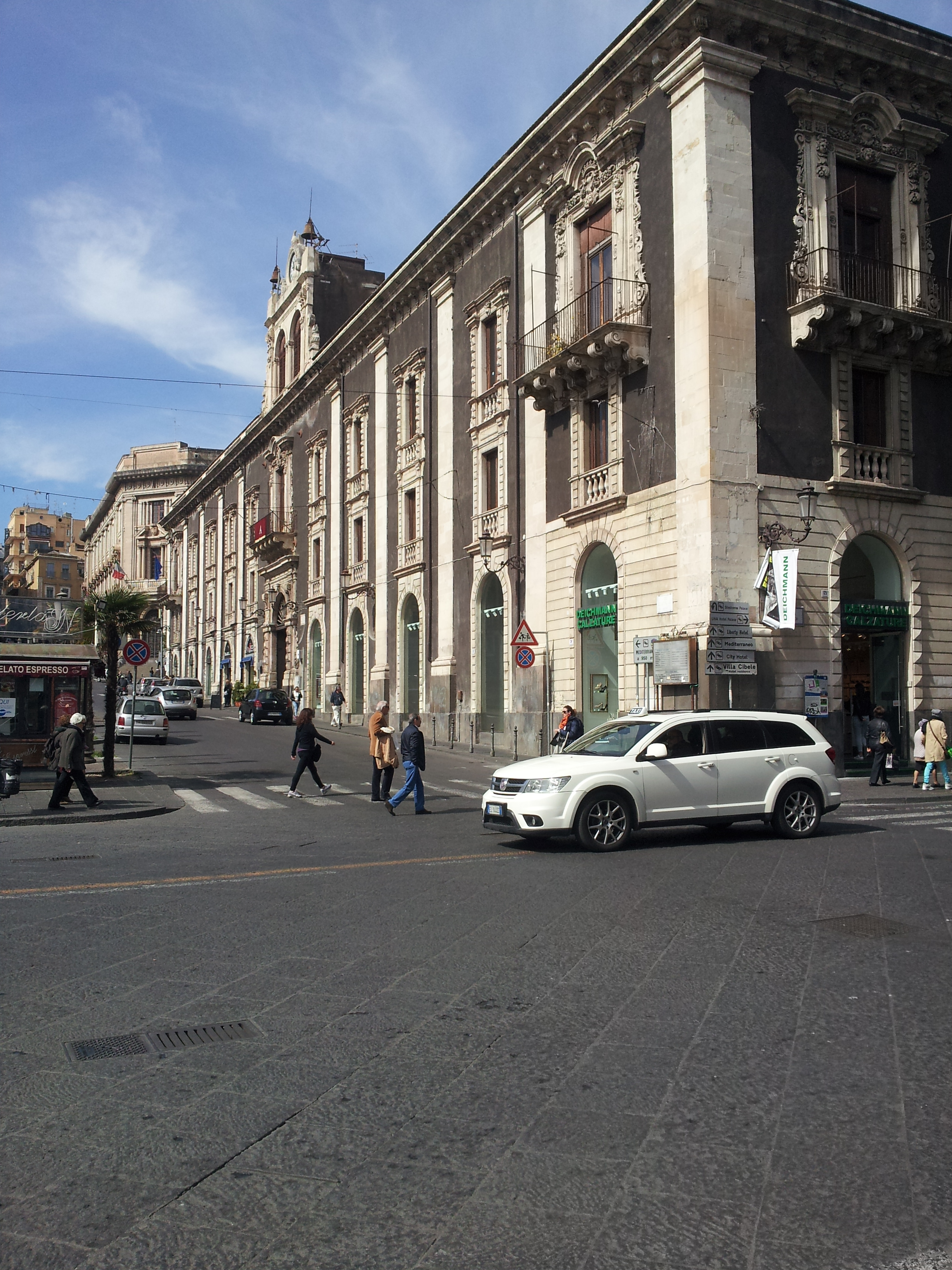
Palazzo Tezzano: vista da est

## Storia
La costruzione di palazzo Tezzano venne iniziata a partire dal 1709 su di un terreno di proprietà del conte e medico Niccolò Tezzano a sue spese; venne poi da lui donato alla città di Catania, allora duramente ferita dal terremoto del 1693 per allocarvi l'ospedale di San Marco. Il trasferimento dell'ospedale nell'edificio progettato da Alonzo Di Benedetto avvenne tra il 1720 e il 1727.
Nel 1837, anche a causa delle difficoltà economiche dell'ospedale, una parte dell'edificio venne affittata dall'Ufficio dell'Intendenza borbonico per ospitarvi l'archivio di stato civile. Alcuni anni dopo intorno al 1844 nel palazzo vennero insediate anche alcune sezioni della Procura generale e della Cancelleria penale in locali posti dal lato della via Stesicorea (l'attuale via Etnea). In quegli anni si prospettò anche l'opportunità di un trasferimento in altra località dell'ospedale e di trasformazione dell'intero edificio in Tribunale generale. Ma i progetti si arenarono a seguito dei moti rivoluzionari del 1848 e il trasferimento dell'ospedale avvenne solo tra il 1878 e il 1880 nei locali adiacenti al Monastero dei Benedettini di San Nicola ove cambiò il suo nome in ospedale Vittorio Emanuele II.
Dopo il trasferimento dell'ospedale, palazzo Tezzano rimase sede del Tribunale fino alla costruzione della nuova sede di Piazza Giovanni Verga ultimata ed inaugurata nel 1953.
All'interno di esso aveva sede l'Archivio Ceramografico dell'Università degli Studi di Catania, costituito da un corpus di migliaia di schede di riproduzioni di vasi attici editi ed inediti di tutta Europa. Dopo il pensionamento del direttore, risulta non fruibile e chiuso all'utenza.

## Architettura
L'edificio, di imponente aspetto, è di forma quadrangolare con cortile interno che la costruzione contorna formando una "U" con l'interruzione a nord. Vi si accede dalla piazza Stesicoro attraverso un ampio portone principale, posto al centro del prospetto principale, sovrastato da un balcone monumentale sopra al quale torreggia un orologio. Il prospetto è simmetrico ed è diviso nel senso dell'altezza da false colonne in pietra chiara che contrastando con il tono grigio basalto dell'intonacatura creano una suddivisione in cinque unità architettoniche per lato.